# Попов, Евгений Митрофанович
Евгений Митрофанович Попов (род. 11 июля 1951, Воронеж) — советский и российский артист балета, педагог, народный артист РСФСР.

## Биография
Евгений Митрофанович Попов родился 11 июля 1951 года в Воронеже. В 1969 году окончил Воронежское хореографическое училище (педагог Е. Г. Руденко). В 1969 году стажировался в Ленинграде и в 1971 году окончил класс усовершенствования в Ленинградском хореографическом училище (педагоги А. И. Пушкин, Б. Я. Брегвадзе).
В 1971—1973 годах был солистом балета Воронежского театра оперы и балета. 
С 1973 года выступал в Челябинском театре оперы и балета, где исполнил более 30 партий. Гастролировал за рубежом: Сирия, Кувейт, Италия, Иордания, Китай, США, Индия.  В 1995—2008 годах работал педагогом-репетитором балета. В 1997 году в театре состоялся его бенефис.
С 2008 года служит педагогом-репетитором в Малом оперном театре Санкт-Петербурга.

## Семья
- Жена — артистка балета Лариса Панкратьевна Максимова (род. 1951), ведущая танцовщица Челябинского театра оперы и балета, педагог-репетитор, заслуженная артистка России.
- Сын — артист балета Григорий Евгеньевич Попов, солист балета Мариинского театра.

## Награды и премии
- Лауреат Челябинской областной комсомольской премии «Орлёнок» (1977).
- Заслуженный артист РСФСР (31.07.1978).
- Народный артист РСФСР (16.03.1989).

## Партии в балетах
- «Спартак» А. Хачатуряна — Спартак
- «Гаянэ» А. Хачатуряна — Армен
- «Лебединое озеро» П. И. Чайковского — Зигфрид
- «Тиль Уленшпигель» Е. Глебова — Тиль
- «Дон-Кихот» Людвига Минкуса — Базиль
- «Баядерка» Людвига Минкуса — Солор
- «Жизель» А. Адана — Альберт
- «Кармен-сюита» Ж. Бизе – Р. Щедрина — Хозе
- «Ромео и Джульетта» С. Прокофьева — Ромео
- «Испанские миниатюры» народная музыка — Жених
- «Франческа да Римини» П. Чайковского — Паоло
- «Бахчисарайский фонтан» Б. Асафьева — Вацлав
- «Каменный цветок» С. Прокофьева — Данила
- «Материнское поле» К. Молдобасанова — Касым
- «Гусарская баллада» Т. Хренникова — Ржевский
- «Двенадцать стульев» Г. Гладкова — Остап Бендер
- «Дама с камелиями» Дж. Верди – В. Милова — Альфред